# 69th Street Transportation Center
Het 69th Street Transportation Center, ook bekend als het 69th Street Terminal of 69th Street Station, is een station in de plaats Upper Darby, Pennsylvania, net aan de grens met Philadelphia. Het is het westelijke eindstation van de Market-Frankford metrolijn en van de Norristown High Speed Line.
- Library of Congress Control Number: no2010164197
- Virtual International Authority File: 124754609